# Orgyen Trinley Dorje
Orgyen Trinley Dorje (Chamdo, 26 juni 1985), ook Urgyen Trinley Dorje wordt -erkend door de Chinese overheid- beschouwd als de 17e gyalwa karmapa, hoofd van de kagyü, een van de vier belangrijkste scholen van het Tibetaans boeddhisme.
Orgyen Trinley Dorje is geboren in Kham, Tibet binnen een nomadisch familie en heeft zichzelf geïdentificeerd als karmapa aan zijn familieleden. In 1992 werd hij erkend door een zoektocht, aangevoerd door de twaalfde tai situ, en vervolgens geïnstalleerd in het Tsurphu-klooster, het traditionele klooster van de karmapa in Tibet. De veertiende shamarpa Mipam Chökyi Lodrö heeft de Trinley Thaye Dorje aangewezen als kandidaat. (Zie: karmapa-controverse)
Op 27 december 1999 is hij gevlucht naar Nepal en doorgereisd naar Dharamsala, India waar hij op 5 januari 2000 bij dalai lama Tenzin Gyatso aankwam. De belangrijkste reden was dat hij niet de opleiding kon en mocht krijgen van de Chinese regering.
In 2011 kwam hij in opspraak wegens een miljoenen belastingontduiking. In 2012 werd hij hiervoor volledig vrijgesproken.

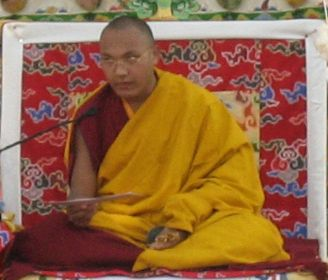
Orgyen Trinley Dorje